# Parlamentswahl in Polen 2011
- SLD: 27
- RP: 40
- MN: 1
- PO: 207
- PSL: 28
- PiS: 157

- PO: 63
- PSL: 2
- Unabh.: 4
- PiS: 31

Die Parlamentswahlen in Polen 2011 fanden am 9. Oktober statt. Die Platforma Obywatelska (PO) gewann eine absolute Mehrheit der Sitze im Sejm. Die Polnische Bauernpartei (PSL), die bereits seit November 2007 der Juniorpartner im Kabinett Tusk I war, setzte die Koalition fort.
Donald Tusk wurde vom Sejm wiedergewählt und bildete im November 2011 das Kabinett Tusk II.
Tusk ist der erste wiedergewählte polnische Ministerpräsident seit dem Ende der Volksrepublik Polen.

## Wahl und Termin
Bei den Wahlen entschieden die Stimmberechtigten über die Zusammensetzung der zwei Kammern (Sejm und Senat) des polnischen Parlaments.
Polens Staatspräsident Bronisław Komorowski hatte den Termin am 4. August 2011 bekanntgegeben und damit offiziell ein Datum bestätigt, das er im Monat zuvor öffentlich angeregt hatte.

## Wahlsystem
Der Sejm wurde nach Verhältniswahl und der Senat nach relativer Mehrheitswahl gewählt. Es gab eine Sperrklausel von 5 % und bei Parteienbündnissen 8 %. Die Legislaturperiode betrug für beide Parlamentskammern vier Jahre.

## Teilnehmende Parteien und Spitzenkandidaten
Folgende 7 Parteien kandidierten in allen 41 Wahlbezirken für den Sejm:
| Partei | Partei       | Partei                                                            | Ausrichtung                             | Spitzenkandidat      |
| ------ | ------------ | ----------------------------------------------------------------- | --------------------------------------- | -------------------- |
|        |              | Platforma Obywatelska (PO) Bürgerplattform                        | wirtschaftsliberal, liberal-konservativ | Donald Tusk          |
|        |              | Prawo i Sprawiedliwość (PiS) Recht und Gerechtigkeit              | nationalkonservativ                     | Jarosław Kaczyński   |
|        |              | Sojusz Lewicy Demokratycznej (SLD) Bund der Demokratischen Linken | sozialdemokratisch                      | Grzegorz Napieralski |
|        | Logo der PSL | Polskie Stronnictwo Ludowe (PSL) Polnische Bauernpartei           | christdemokratisch agrarisch            | Waldemar Pawlak      |
|        |              | Ruch Palikota (RP) Palikot-Bewegung                               | antiklerikal, linksliberal              | Janusz Palikot       |
|        | Logo der PJN | Polska Jest Najważniejsza (PJN) Polen ist das Wichtigste          | wirtschaftsliberal, konservativ         | Paweł Kowal          |
|        | Logo der PPP | Polska Partia Pracy (PPP) Polnische Partei der Arbeit             | sozialistisch                           | Bogusław Ziętek      |

Weitere teilnehmende Parteien, welche nicht in allen Bezirken kandidierten:
- Kongress der Neuen Rechten (KNP); 21 Bezirke
- Prawica Rzeczypospolitej (PR); 20 Bezirke
- Nasz Dom Polska - Samoobrona (NDP); 9 Bezirke
- Wahlkomitee Deutsche Minderheit (MN); 1 Kreis

Mit Ausnahme der deutschen Minderheit, die als ethnische Minderheitenpartei von der Fünf-Prozent-Sperrklausel befreit ist, erreichte in den Wahlumfragen keine der auch als Sonstige bezeichneten Parteien den Einzug in den Sejm. Einige weitere kleinere Parteien hatten beschlossen, nicht an der Wahl teilzunehmen, sondern sich um Kandidatenplätze auf den Wahllisten größerer Parteien zu bewerben.

## Wahlkampf

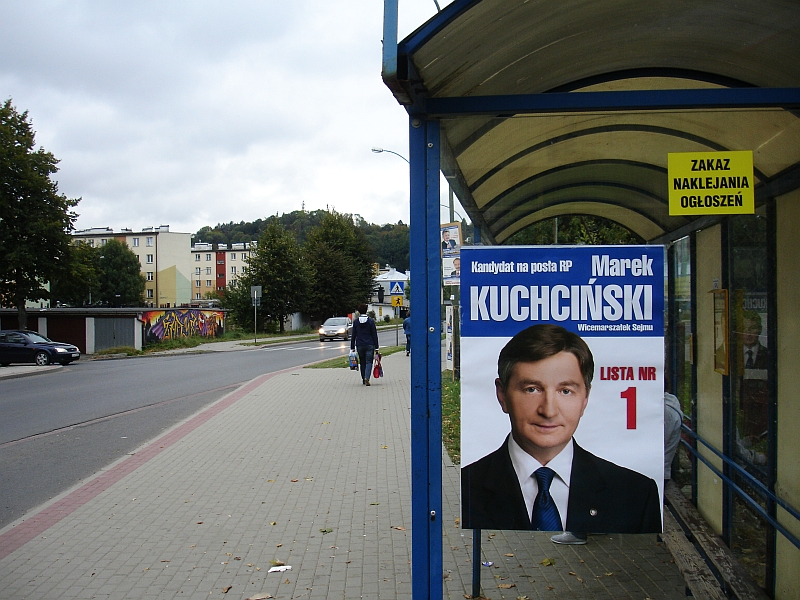
Wahlplakat der PiS an einer Bushaltestelle in der Stadt Sanok

Donald Tusk hob auf Wahlkampfveranstaltungen die wirtschaftlichen Erfolge Polens während seiner Regierungszeit hervor. Er sprach sich auch für eine weitere Annäherung an Russland aus.

Die PiS-Partei hielt an ihrem misstrauischen Kurs gegenüber Russland und Deutschland fest. In seinem kurz vor der Wahl erschienenen Buch Das Polen unserer Träume warf Jarosław Kaczyński Merkel vor, sie gehöre „dieser Generation deutscher Politiker an, die die imperiale Macht Deutschlands wiederherstellen wollen“ und bilde eine „strategische Achse mit Moskau“, in der Polen „nur ein Hindernis“ sein könne. „Unser Land muss daher unterworfen werden, auf die eine oder andere Weise.“

## Umfragen

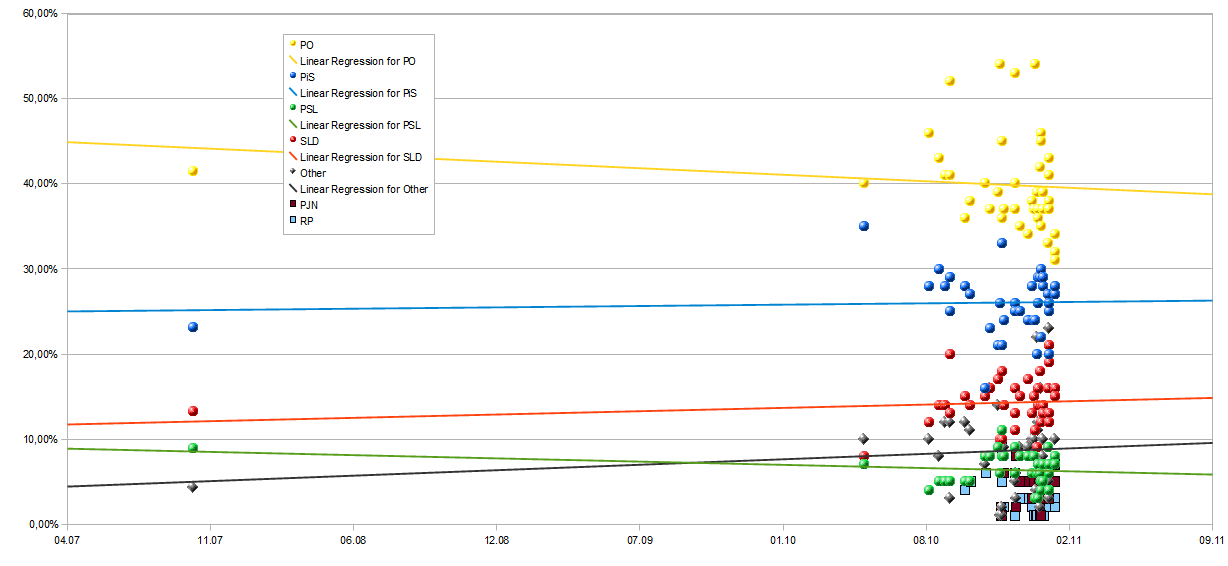
Meinungsumfragen 2011

Meinungsumfragen zu den polnischen Parlamentswahlen wurden erstmals am 16. Mai 2010 erstellt und bis kurz vor dem Wahltag am 9. Oktober durchgeführt. Die beiden größten Parteien, PO und PiS, verzeichneten deutliche Rückgänge in der Wählerzustimmung; die zunehmende Popularität der Palikot-Bewegung wurde als Überraschung gewertet.
| Datum          | Institut  | PO    | PiS   | SLD   | PSL  | RP  | PJN | PPP  |
| -------------- | --------- | ----- | ----- | ----- | ---- | --- | --- | ---- |
| Datum          | Institut  |       |       |       |      |     |     |      |
| Oktober 2011   | CBOS      | 34    | 20    | 9     | 6    | 7   | 1   | 1    |
| September 2011 | CBOS      | 37    | 20    | 7     | 6    | 2   | 1   | 0    |
| August 2011    | CBOS      | 36    | 20    | 8     | 4    | 1   | 0   | 0    |
| Juli 2011      | CBOS      | 38    | 17    | 9     | 4    | 1   | 0   | 0    |
| Juni 2011      | CBOS      | 34    | 22    | 11    | 5    | 1   | 3   | 0    |
| Mai 2011       | CBOS      | 37    | 21    | 12    | 4    | 1   | 1   | 0    |
| April 2011     | CBOS      | 31    | 23    | 12    | 5    | 1   | 2   | 0    |
| März 2011      | CBOS      | 35    | 18    | 16    | 4    | 1   | 3   | 0    |
| Februar 2011   | CBOS      | 37    | 20    | 12    | 4    | 0   | 4   | 0    |
| Januar 2011    | CBOS      | 39    | 20    | 9     | 6    | 1   | 3   | 1    |
| Dezember 2010  | CBOS      | 41    | 21    | 11    | 6    | 0   | 1   | 0    |
| November 2010  | CBOS      | 40    | 19    | 11    | 6    | 0   | –   | 0    |
| Wahl 2007      | Wahl 2007 | 41,51 | 32,11 | 13,15 | 8,91 | Neu | Neu | 0,99 |

## Wahlergebnis

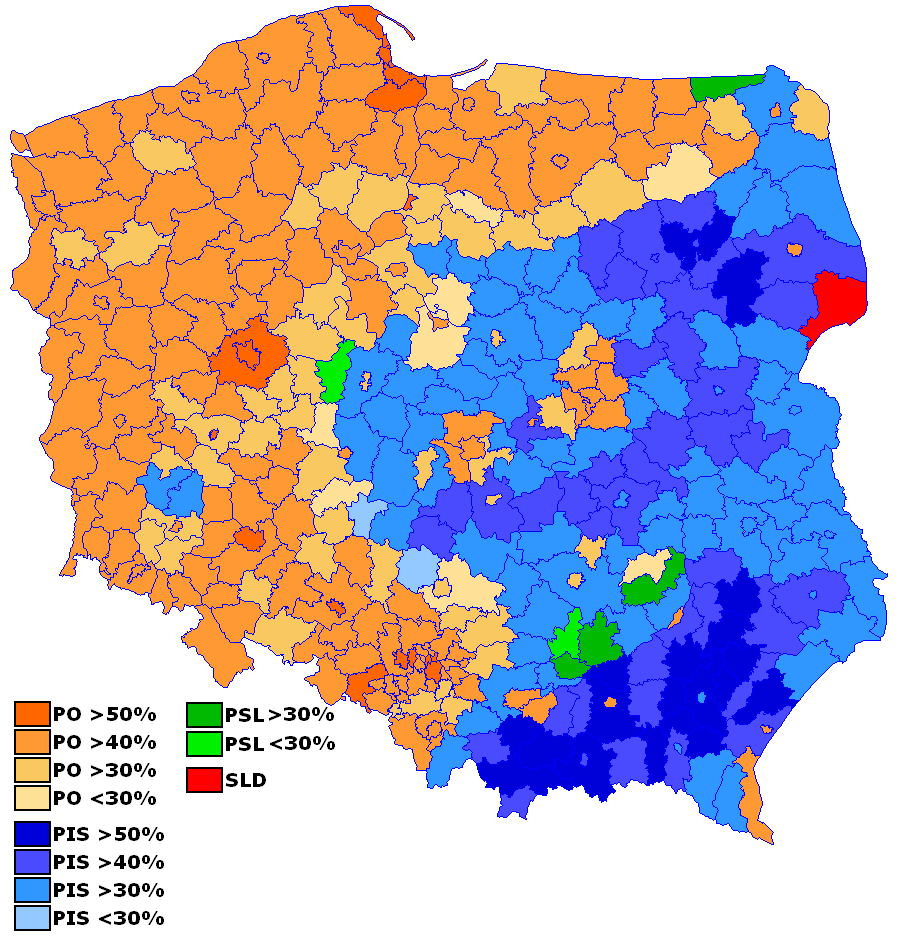
Ergebnisse nach Landkreisen. Wie schon bei vorangegangenen Wahlen zu beobachten zeigt sich tendenziell eine Teilung in einen liberaleren europafreundlichen Westen (Orange) und einen konservativeren Osten (blau)

Ergebnis der Wahlen zum Senat (Farbgebung wie in der Tabelle)

Sitzverteilung im Sejm nach der Wahl 2011

Die liberalkonservative PO von Ministerpräsident Donald Tusk gewann mit deutlichem Vorsprung vor der nationalkonservativen PiS-Partei des früheren Regierungschefs Jarosław Kaczyński. Die Auszählung von 99 Prozent der Stimmen ergab 39,2 Prozent für die PO, die damit 207 der 460 Abgeordnetenmandate gewann und stärkste Partei im neuen Sejm wurde. Die PiS erhielt 29,9 Prozent der Stimmen und 157 Abgeordnetensitze. Die neue linksliberale Palikot-Bewegung (RP) erhielt 10,0 Prozent und 40 Abgeordnetensitze. Die Bauernpartei PSL erhielt 28 Abgeordnetensitze, der Bund der Demokratischen Linken 27 Sitze. Die Wahlbeteiligung betrug 48,9 Prozent.
Das Wahlergebnis wurde als Resultat einer jungen Mittelschicht gesehen, die Kontinuität von der Politik erwartet. Zugleich kann das Ergebnis als Bestätigung des integrationsfreundlichen europapolitischen Kurses der Bürgerplattform gesehen werden. Dass die PO es schaffte, Polen in der weltweiten Wirtschafts- und Finanzkrise stabil zu halten, war ein weiterer Grund für ihr gutes Abschneiden. Die PiS, die den Bruch mit der bisherigen Politik ankündigte, mobilisierte damit PO-Wähler, die einen solchen verhindern wollten. Das ruhige Regieren ohne hektische Reformen war eine Stütze für das Wahlergebnis der PO.

Die Polnische Verfassung begrenzt die Staatsschulden auf 60 % des Bruttoinlandsprodukts, weshalb eine Verminderung der Ausgaben erfolgen muss. Als besonders bemerkenswert wurde der Erfolg der Ruch Palikota angesehen. Vor allem junge Studenten unterstützten die Partei, die eine stärkere Säkularisierung Polens fordert. Erstmals zogen ein offen Homosexueller (Robert Biedroń) und eine Transperson (Anna Grodzka) in den Sejm ein.
| Partei                            | Partei                                                | Sejm       | Sejm   | Sejm   | Sejm  | Sejm | Senat | Senat |
| Partei                            | Partei                                                | Stimmen    | %      | +/−    | Sitze | +/−  | Sitze | +/−   |
| --------------------------------- | ----------------------------------------------------- | ---------- | ------ | ------ | ----- | ---- | ----- | ----- |
|                                   | Platforma Obywatelska (PO)                            | 5.629.773  | 39,18  | −2,33  | 207   | −2   | 63    | +3    |
|                                   | Recht und Gerechtigkeit (PiS)                         | 4.295.016  | 29,89  | −2,22  | 157   | −9   | 31    | −8    |
|                                   | Palikot-Bewegung (RP)                                 | 1.439.490  | 10,02  | +10,02 | 40    | +40  | —     | —     |
|                                   | Polnische Volkspartei (PSL)                           | 1.201.628  | 8,36   | −0,55  | 28    | −3   | 2     | +2    |
|                                   | Bund der Demokratischen Linken (SLD)                  | 1.184.303  | 8,24   | −4,91  | 27    | −26  | —     | —     |
|                                   | Polen ist das Wichtigste (PJN)(2)                     | 315.393    | 2,19   | +2,19  | —     | —    | —     | —     |
|                                   | Kongress der Neuen Rechten (KNP)                      | 151.837    | 1,06   | +1,06  | —     | —    | —     | —     |
|                                   | Polska Partia Pracy (PPP)                             | 79.147     | 0,55   | −0,44  | —     | —    | —     | —     |
|                                   | Rechte der Republik – Union für Realpolitik (Prawica) | 35.169     | 0,24   | +0,24  | —     | —    | —     | —     |
|                                   | Wahlkomitee Deutsche Minderheit (MN)(1)               | 28.014     | 0,19   | −0,01  | 1     | —    | —     | —     |
|                                   | Unser Haus Polen - Selbstverteidigung                 | 9.733      | 0,07   | −1,46  | —     | —    | —     | —     |
|                                   | Unabhängige                                           | —          | —      | —      | —     | —    | 4     | +3    |
| Gesamt                            | Gesamt                                                | 14.369.503 | 100,00 |        | 460   |      | 100   |       |
| Gültige Stimmen                   | Gültige Stimmen                                       | 14.369.503 | 95,48  |        |       |      |       |       |
| Ungültige Stimmen                 | Ungültige Stimmen                                     | 680.524    | 4,52   |        |       |      |       |       |
| Wahlbeteiligung                   | Wahlbeteiligung                                       | 15.050.027 | 48,92  |        |       |      |       |       |
| Wahlberechtigte                   | Wahlberechtigte                                       | 30.762.931 | 100,00 |        |       |      |       |       |
| Quelle: Staatliche Wahlkommission |                                                       |            |        |        |       |      |       |       |

(1) Für die Deutsche Minderheit (MN) galt die 5-%-Sperrklausel nicht.

(2) PJN gab es bei der vorangegangenen Wahl zum Sejm noch nicht, jedoch hatte die Partei 15 Sitze im Sejm und einen im Senat, als das vorangegangene Parlament aufgelöst wurde.

## Verweise